# Касьян, Александр Юрьевич
Алекса́ндр Ю́рьевич Касья́н (укр. Олександр Юрійович Кас'ян; род. 27 января 1989, Безыменное, Донецкая область) — украинский футболист, нападающий клуба АГМК.

## Карьера

### Клубная
В ДЮФЛ выступал за мариупольский «Ильичёвец» и донецкий «Шахтёр».
В сезонах 2006/07 и 2007/08 выступал за «Шахтёр-3» во Второй лиге. В сезоне 2008/09 выиграл вместе с «Шахтёром» молодёжный чемпионат и стал вторым бомбардиром турнира, забив 14 мячей.
В июле 2009 года был отдан в аренду в мариупольский «Ильичёвец». В Премьер-лиге дебютировал 17 июля 2009 года в матче против ужгородского «Закарпатья» (1:0). Первый гол забил 2 августа 2009 года в матче против запорожского «Металлурга» (2:1). Всего же за сезон футболист отметился 5 забитыми голами в Премьер-лиге и ещё 2 в Кубке Украины.
Летом 2010 года был отдан в годичную аренду в луганскую «Зарю». За сезон проведённый в луганском клубе Касьян сыграл в 21 матче чемпионата Украины, в которых забил 2 гола.
8 июня 2011 года Касьян во второй раз за карьеру отправился в аренду в «Ильичёвец», однако за полгода принял участие лишь в 3 матчах чемпионата страны.
17 февраля 2012 года после прохождения просмотра Касьян перебрался в львовские «Карпаты», с которыми заключил контракт на 4 года. Дебют футболиста в составе «Карпат» состоялся 3 марта в игре против «Зари» (1:5). Всего до конца сезона 2011/12 принял участие в 8 играх «Карпат» в чемпионате Украины, в которых отметился 2 забитыми голами (в ворота «Таврии» и «Кривбасса»). В первой половине нового сезона сыграл в 11 играх львовского клуба и забил 1 гол (в ворота запорожского «Металлурга»).
В начале 2013 года Касьян дважды отправлялся на просмотр в российские клубы: сначала в «Спартак-Нальчик», а затем в «Томь». 27 февраля 2013 года «Томь» арендовала нападающего у «Карпат» до конца сезона с правом последующего выкупа. Дебют футболиста в томском клубе состоялся 18 марта в игре против «Нефтехимика», в которой Касьян отметился голом, а «Томь» победила со счётом 4:3. Во втором своём матче за «Томь» 25 марта против «Шинника» забил свой второй гол за томскую команду, матч же закончился поражением «Томи» 1:2. До конца сезона принял участие ещё в 8 играх, но голами больше не отмечался.
В августе 2013 года отправился в аренду до конца сезона 2013/14 в дзержинский «Химик». По словам Касьяна, за аренду в «Химике» он заплатил 40 тысяч долларов. 30 марта 2014 отметился хет-триком в матче против назранского «Ангушта».
Перед началом сезона 2014/15 отправился на сбор с владивостокским «Лучом-Энергией», но вскоре покинул его, получив предложение вернуться в «Томь». Впрочем, в скором времени Александр покинул «Томь», не проведя ни одного матча после возвращения.
29 сентября 2014 года стало известно, что форвард вернулся в дзержинский «Химик» на правах свободного агента. В сезоне 2014/15 отметился пятью голами за дзержинскую команду в 19 матчах ФНЛ.
В июле 2015 года подписал контракт с воронежским «Факелом». В сезоне 2015/16 принял участие в 30 матчах «Факела», забил семь голов.
29 июля 2016 года стало известно, что футболист подписал контракт на год с «Томью». Первый матч в Российской Премьер-лиге провёл 7 августа 2016 года, заменив на поле Максима Тишкина в матче с «Локомотивом». В январе 2017 года стало известно, что футболист расторг контракт с томским клубом и стал свободным агентом.
В феврале 2017 года вернулся в воронежский «Факел». Летом 2017 года заключил контракт по схеме «1+1» с калининградской «Балтикой».
В июне 2018 года подписал контракт с курским «Авангардом», но уже зимой расторг контракт с клубом.
8 января 2019 года на правах свободного агента перешёл в наманганский «Навбахор», выступающий в Суперлиге Узбекистана.

### В сборной
Провёл один матч за юношескую сборную Украины до 17 лет: 19 сентября 2005 года против Бельгии (2:0). В 2009 провёл два матча за молодёжную сборную Украины против Турции (2:2) и Ирана (2:1).

## Достижения
«Томь»
- Вице-чемпион Первенства ФНЛ (1): 2012/13

## Личная жизнь
Со своей будущей женой познакомился на праздновании дня рождения одноклубника по «Химику» Александра Мануковского в Воронеже.
В ноябре 2015 года заявил, что находится в стадии получения гражданства России.

## Статистика
| Выступление       | Выступление      | Выступление      | Лига | Лига | Кубки | Кубки | Еврокубки | Еврокубки | Прочие | Прочие | Итого | Итого |
| Клуб              | Лига             | Сезон            | Игры | Голы | Игры  | Голы  | Игры      | Голы      | Игры   | Голы   | Игры  | Голы  |
| ----------------- | ---------------- | ---------------- | ---- | ---- | ----- | ----- | --------- | --------- | ------ | ------ | ----- | ----- |
| Шахтёр-3          | 2. Лига          | 2006/07          | 16   | 3    | 0     | 0     | 0         | 0         | 0      | 0      | 16    | 3     |
| Шахтёр-3          | 2. Лига          | 2007/08          | 18   | 9    | 0     | 0     | 0         | 0         | 0      | 0      | 18    | 9     |
| Шахтёр-3          | Итого            | Итого            | 34   | 12   | 0     | 0     | 0         | 0         | 0      | 0      | 34    | 12    |
| Шахтёр            | Премьер-лига     | 2008/09          | 0    | 0    | 0     | 0     | 0         | 0         | 0      | 0      | 0     | 0     |
| Шахтёр            | Итого            | Итого            | 0    | 0    | 0     | 0     | 0         | 0         | 0      | 0      | 0     | 0     |
| Заря              | Премьер-лига     | 2010/11          | 21   | 2    | 2     | 0     | 0         | 0         | 0      | 0      | 23    | 2     |
| Заря              | Итого            | Итого            | 21   | 2    | 2     | 0     | 0         | 0         | 0      | 0      | 23    | 2     |
| Ильичёвец         | Премьер-лига     | 2009/10          | 26   | 5    | 2     | 2     | 0         | 0         | 0      | 0      | 28    | 7     |
| Ильичёвец         | Премьер-лига     | 2011/12          | 3    | 0    | 1     | 0     | 0         | 0         | 0      | 0      | 4     | 0     |
| Ильичёвец         | Итого            | Итого            | 29   | 5    | 3     | 2     | 0         | 0         | 0      | 0      | 32    | 7     |
| Карпаты           | Премьер-лига     | 2011/12          | 8    | 2    | 1     | 0     | 0         | 0         | 0      | 0      | 9     | 2     |
| Карпаты           | Премьер-лига     | 2012/13          | 11   | 1    | 0     | 0     | 0         | 0         | 0      | 0      | 11    | 1     |
| Карпаты           | Итого            | Итого            | 19   | 3    | 1     | 0     | 0         | 0         | 0      | 0      | 20    | 3     |
| Химик (Дзержинск) | ФНЛ              | 2013/14          | 23   | 6    | 2     | 0     | 0         | 0         | 0      | 0      | 25    | 6     |
| Химик (Дзержинск) | ФНЛ              | 2014/15          | 19   | 5    | 0     | 0     | 0         | 0         | 0      | 0      | 19    | 5     |
| Химик (Дзержинск) | Итого            | Итого            | 42   | 11   | 2     | 0     | 0         | 0         | 0      | 0      | 44    | 11    |
| Томь              | ФНЛ              | 2012/13          | 10   | 2    | 0     | 0     | 0         | 0         | 0      | 0      | 10    | 2     |
| Томь              | Премьер-лига     | 2016/17          | 12   | 0    | 0     | 0     | 0         | 0         | 0      | 0      | 12    | 0     |
| Томь              | Итого            | Итого            | 22   | 2    | 0     | 0     | 0         | 0         | 0      | 0      | 22    | 2     |
| Факел             | ФНЛ              | 2015/16          | 30   | 7    | 0     | 0     | 0         | 0         | 0      | 0      | 30    | 7     |
| Факел             | ФНЛ              | 2016/17          | 12   | 4    | 0     | 0     | 0         | 0         | 0      | 0      | 12    | 4     |
| Факел             | Итого            | Итого            | 42   | 11   | 0     | 0     | 0         | 0         | 0      | 0      | 42    | 11    |
| Балтика           | ФНЛ              | 2017/18          | 31   | 5    | 0     | 0     | 0         | 0         | 0      | 0      | 31    | 5     |
| Балтика           | Итого            | Итого            | 31   | 5    | 0     | 0     | 0         | 0         | 0      | 0      | 31    | 5     |
| Авангард          | ФНЛ              | 2018/19          | 14   | 2    | 1     | 0     | 0         | 0         | 0      | 0      | 15    | 2     |
| Авангард          | Итого            | Итого            | 14   | 2    | 1     | 0     | 0         | 0         | 0      | 0      | 15    | 2     |
| Всего за карьеру  | Всего за карьеру | Всего за карьеру | 254  | 53   | 9     | 2     | 0         | 0         | 0      | 0      | 263   | 55    |